# Рахманов, Иван Иванович
Ива́н Ива́нович Рахма́нов (1888, Леметь, Нижегородская губерния — 1932, Кулебаки, Горьковский край) — русский революционер.

## Биография
Родился в 1888 году в селе Леметь Ардатовского уезда Нижегородской губернии в семье бедных крестьян. Отец Ивана занимался неквалифицированным трудом в Ардатове, позднее устроился грузчиком на Кулебакский металлургический завод. Когда Ивану исполнилось девять лет, отец скончался. Семья оказалась в полной нищете, так что матери пришлось пойти работать на металлургическом заводе, выполняя «мужскую» работу грузчика. В возрасте тринадцати лет Иван начал работать на том же кулебакском заводе слесарем. На заводе он сблизился с членами Российской социал-демократической рабочей партии, начал распространять антиправительственные листовки. В 1905 году в возрасте семнадцати лет сам вступил в партию. В 1906 году участвовал в нападении на канцелярию Кулебакского пристава, после чего был арестован и заключён в тюрьму в Ардатове по обвинению в убийстве полицейского и хранению огнестрельного оружия, но был освобождён из-за недостатка улик. В 1908 году Рахманов был снова арестован, был признан виновным в антигосударственной деятельности и отправлен в ссылку в Архангельскую губернию. Позднее состоялся новый суд, на котором был снова поднят вопрос об убийстве полицейского. Отбывал срок в Нижегородской тюрьме, в московской Бутырской тюрьме и во Владимирском централе, затем отправлен на каторжные работы в Енисейскую губернию. После Февральской революции 1917 года был освобождён, вернулся в Кулебаки, работал слесарем на горном заводе. После Октябрьской революции того же года был избран членом комитета партии большевиков завода, заместителем председателя городского Совета. В Ардатове участвовал в работе Управления продовольственного комитета, руководил работой продотрядов. В конце 1920-х и начале 1930-х годов снова жил и работал в Кулебаках, где и скончался в 1932 году.

## Память
Именем Ивана Ивановича Рахманова названа одна из улиц города Кулебаки.